# Futebol Clube da Pampilhosa
El FC Pampilhosa es un equipo de fútbol de Portugal que juega en la Primera División de Aveiro, una de las ligas regionales que conforman la cuarta categoría de fútbol en el país.

## Historia
Fue fundado en el año 1930 en la ciudad de Pampilhosa en el Distrito de Aveiro y nunca han jugado en la Primeira Liga y su primera participación en la Copa de Portugal fue en la temporada 2013-14 en la que fueron eliminados en la Primera Ronda por el FC Vizela.